# Maciej Kot
Maciej Kot (Limanowa, 9 de junio de 1991) es un deportista polaco que compite en salto en esquí. 
Participó en dos Juegos Olímpicos de Invierno, obteniendo una medalla de bronce en Pyeongchang 2018, en la prueba de trampolín grande por equipos (junto con Stefan Hula, Dawid Kubacki y Kamil Stoch), y en Sochi 2014, el cuarto lugar en el trampolín grande por equipos y el séptimo en el trampolín normal individual.
Ganó dos medallas en el Campeonato Mundial de Esquí Nórdico, oro en 2017 y bronce en 2013.

## Palmarés internacional
| Juegos Olímpicos   | Juegos Olímpicos            | Juegos Olímpicos  | Juegos Olímpicos |
| Año                | Lugar                       | Medalla           | Prueba           |
| ------------------ | --------------------------- | ----------------- | ---------------- |
| 2018               | Pyeongchang (Corea del Sur) | Medalla de bronce | TG por equipos   |
| Campeonato Mundial |                             |                   |                  |
| Año                | Lugar                       | Medalla           | Prueba           |
| 2013               | Val di Fiemme (Italia)      | Medalla de bronce | TG por equipo    |
| 2017               | Lahti (Finlandia)           | Medalla de oro    | TG por equipos   |